# 卷軸 (遊戲)
《卷轴》是Mojang研发的一款战略卡片游戏，该游戏结合卡牌游戏和传统棋类游戏。该游戏最初是由Jakob Porsér构想和开发，因为市场缺少该类游戏。该游戏使用Unity引擎，在多个游戏平台上发行。该游戏在2011年3月2日公开，是Mojang的第三款游戏。其于2012年进入封闭alpha测试，并于2014年作为完整游戏发布。虽然Mojang声称他们在2015年6月停止了游戏的开发，但其也透露该项目仍在进行，并于2018年6月以新名称Caller's Bane免费发布游戏。该游戏的最后一次更新于2019年发布。Mojang现已将Caller's Bane客户端和服务器包以EULA协议发布。

## 评价
| 汇总媒体   | 得分   |
| ---------- | ------ |
| Metacritic | 73/100 |

该游戏发布后获得褒贬不一的评价，Metacritic通过14条评论中打出73分（总分100分）。